# Edwin West Allen
Edwin West Allen (Amherst, 1864 – 1929) è stato un chimico statunitense.
Allievo di Bernhard Tollens, si distinse nello studio della chimica agraria.
In particolare si occupò dell'analisi dei grassi.